# 拉脫維亞在歐洲青少年歌唱大賽之歷年表現
拉脫維亞在歐洲青少年歌唱大賽的參賽歷史始於在丹麥哥本哈根舉辦的2003年首屆歐洲青少年歌唱大賽，到2011年最後一次參賽為止已參加了5次大賽。歐洲廣播聯盟（EBU）正式會員拉脫維亞電視台（LTV）負責該國的主辦、選拔與參賽事宜。拉脫維亞原本使用自己的國家選拔賽《Bērnu Eirovīzija》挑選參賽人選。第一位為拉脫維亞出賽的代表金札斯·西薩（Dzintars Čīča）和他的歌曲〈盛夏中的你〉（Tu esi vasarā）在16國的選手中以收穫37分排名第9名。拉脫維亞自2006年至2009年退出大賽後，突然又回歸參加了2010年和2011年的大賽，同時改用《Balss Pavēlnieks》為國家選拔賽。在這之後拉脫維亞再次退出大賽，截至2024年都尚未宣布是否回歸。

## 歷史
拉脫維亞是16個參加在丹麥哥本哈根会展中心舉辦的2003年首屆歐洲青少年歌唱大賽的國家之一，參賽代表金札斯·西薩和他的歌曲〈盛夏中的你〉以37分排名第9名，為該國參賽史上最好的成績。然而拉脫維亞在隔年的大賽中僅得到3分，與波蘭並列第17名墊底。LTV於2006年宣布退賽，直到4年後的2010年才又宣布回歸參賽。
LTV原本想在2011年宣布再次退賽，但到了同年9月他們回心轉意，派出選手參加當年在亞美尼亞葉里溫舉行的大賽。2012年6月27日，LTV宣布拉脫維亞退出大賽，此後該國再也沒有回歸。LTV後來證實他們不參加2013年、2014年和2015年的大賽。
2015年11月19日，大賽官方宣布包括拉脫維亞在內的波羅的海國家有意願參加2016年大賽。然而在2016年5月23日，LTV 確認拉脫維亞不會在2016年回歸參賽。

## 參賽者
以下參賽歌手/團體以及歌曲的中文名稱皆非官方中譯。
| ◁ | 墊底 |

| 年份          | 參賽選手                                                        | 歌曲                                                    | 語言       | 排名     | 得分     |
| ------------- | --------------------------------------------------------------- | ------------------------------------------------------- | ---------- | -------- | -------- |
| 2003年        | 金札斯·西薩 Dzintars Čīča                                       | 〈盛夏中的你〉 〈Tu esi vasarā〉                        | 拉脱维亚语 | 9        | 37       |
| 2004年        | 馬丁斯·塔爾貝格與基石少年 Mārtiņš Tālbergs and C-Stones Juniors | 〈白色或黑色〉 〈Balts vai melns〉                      | 拉脫維亞語 | 17 ◁     | 3        |
| 2005年        | Kids4Rock                                                       | 〈我是一個可愛的小女孩〉 〈Es esmu maza jauka meitene〉 | 拉脫維亞語 | 11       | 50       |
| 2006年–2009年 | 沒有參賽                                                        | 沒有參賽                                                | 沒有參賽   | 沒有參賽 | 沒有參賽 |
| 2010年        | 夏洛特·萊曼和海石舞團 Šarlote Lēnmane & Sea Stones              | 〈跳舞萬歲〉 〈Viva la Dance〉                          | 拉脫維亞語 | 10       | 51       |
| 2011年        | 亞曼達·巴什馬科娃 Amanda Bašmakova                              | 〈幻月〉 〈Moondog〉                                    | 拉脫維亞語 | 13 ◁     | 31       |
| 2012年–2024年 | 沒有參賽                                                        | 沒有參賽                                                | 沒有參賽   | 沒有參賽 | 沒有參賽 |

## 評論員與唱票員
大賽透過官方網站junioreurovision.tv和YouTube在網路上向全世界進行轉播。2015年大賽在官網上的轉播甚至有官網總編路克·費雪（Luke Fisher）和保加利亞2011年歐洲青少年歌唱大賽代表伊凡·伊萬諾夫以英語擔任評論員。LTV每次參賽也會派出自己的評論員去大賽現場來提供國內觀眾拉脱维亚语解說，同時也會派出一位唱票員來宣讀拉脫維亞的給分。下表列出自2003年LTV派出的評論員與唱票員。
| 年份          | 放送頻道 | 評論員                             | 唱票員                                 |
| ------------- | -------- | ---------------------------------- | -------------------------------------- |
| 2003年        | LTV1     | 卡爾斯·特里普（Kārlis Streips）    | 大衛·道林什（Dāvids Dauriņš）          |
| 2004年        | LTV1     | 卡爾斯·特里普（Kārlis Streips）    | 薩賓·別列津娜（Sabīne Berezina）       |
| 2005年        | LTV1     | 卡爾斯·特里普和瓦爾特斯·弗里登伯格 | 克里斯蒂安·斯蒂蘭（Kristiāna Stirāne） |
| 2006年–2009年 | 沒有轉播 | 沒有轉播                           | 沒有參賽                               |
| 2010年        | LTV1     | 瓦爾特斯·弗里登伯格                | 拉爾夫·艾蘭德                          |
| 2011年        | LTV1     | 馬庫斯·里瓦                        | 夏洛特·萊曼                            |
| 2012年–2024年 | 沒有轉播 | 沒有轉播                           | 沒有參賽                               |